# Diplotomma vezdanum
Diplotomma vezdanum är en lavart som först beskrevs av P. Scholz & Knoph, och fick sitt nu gällande namn av Coppins 2002. Diplotomma vezdanum ingår i släktet Diplotomma och familjen Caliciaceae.   Inga underarter finns listade i Catalogue of Life.